# Astragalus cicer
Espèce
Astragalus cicer, l'Astragale pois chiche en français, est une espèce de plantes à fleurs de la famille des Fabaceae. C'est une plante herbacée de l'hémisphère nord.

## Description
Cette astragale est une plante herbacée pérenne. 

## Répartition et habitat
Elle vit dans une grande partie des zones tempérées de l'hémisphère Nord, en Amérique du Nord, en Europe, et dans l'ouest de l'Asie jusqu'en Azerbaïdjan. Thermophile, elle pousse dans les prés secs et parmi les buissons.

## Nomenclature et systématique
Cette espèce a reçu d'autres appellations, synonymes mais non valides :
- Astragalus microphyllus L.
- Astragalus mucronatus DC.
- Astragalus pseudo-cicer Opiz
- Astragalus vesicarius Lam.
- Cystium cicer (L.) Steven
- Glaux astragaloides Medik.
- Tragacantha cicer (L.) Kuntze

## Statut de protection
En France, l'espèce est protégée en Alsace.